# Krvava berba grožđa
Krvava berba grožđa je hrvatski dokumentarni film iz 2017. godine autora Silvija Mirošničenka i producenta Antuna Ivankovića.
Snimljen je u produkciji Udruge hrvatskih branitelja dragovoljaca Domovinskoga rata, Udruge dr. Ante Starčević iz Tovarnika i Udruge za audiovizualno stvaralaštvo „Artizana“ iz Zagreba. Potporu za snimanje bila su sredstva Ministarstva hrvatskih branitelja, Zaklade „Adris“ i Vukovarsko-srijemske županije, Đakovačko-osječke nadbiskupije i Općine Lovas. 
Premijera se očekuje rujna 2017. godine u Zagrebu.

## Sadržaj
Film se bavi događajima iz vremena početka agresije na Hrvatsku. Prikazuje sve strahote koje su doživjeli Hrvati i ostali nesrbi u Lovasu koje su im počinili pripadnici tzv. JNA, lokalne teritorijalne vlasti i paravojne jedinice ”Dušan Silni”. Hrvatsko selo u Srijemu Lovas pretrpjelo je 10. listopada 1991. zločin. Mještani su okrutno ubijeni, torturirani, Hrvati na rukama prisiljeni nositi bijele trake kao znak raspoznavanja i nacionalne pripadnosti, mučenja i silovanja žena, prisilni rad i tako dalje. Ukupno su okupatori pobili 70 civila u Lovasu. Preživjeli mještani su nakon razaranja protjerani. Film je zabilježio mnogobrojna potresna svjedočanstva.
Zločin je bio jedan od niza mnogobrojnih koji su se odigrali na hrvatskom tlu tijekom Domovinskoga rata. Tzv. JNA i četnici iz Srbije su na svom putu prema okupaciji i uništenju grada Vukovara uništavali su i ubijali sve što im se našlo na putu. Okupirani i spaljeni Lovas se u niz mnogobrojnih zločina izdvaja, izuzev činjenice da je u Lovasu zvjerski i na posebno okrutan način ubijeni mnogi mještani, time kao mjesto koje je poslužilo za realiziranje sulude srpske ideje čišćenja minskoga polja tijelima nesretnih mještana, noću tjeranih proći preko njega.
Epilog je žalostan. Optužnica srbijanskog Tužiteljstva za ratne zločine teretila je 14 osoba osumnjičenih za taj ratni zločin. 26. lipnja 2012. godine, Sudsko vijeće odjela za ratne zločine Višeg suda u Beogradu izreklo je osuđujuću presudu. Na sramotu Srbije, presuda je malo zatim poništena, uz neprimjereno nedovoljno glasnu reakciju vlasti i medija u Hrvatskoj. Počinitelji se i dalje su slobodni.

## Vanjske poveznice
- Vimeo Trailer Krvave berbe grožđa, korisnik Artizana